# المؤتمر الخامس للتحالف الدولي لحق المرأة في الإقتراع

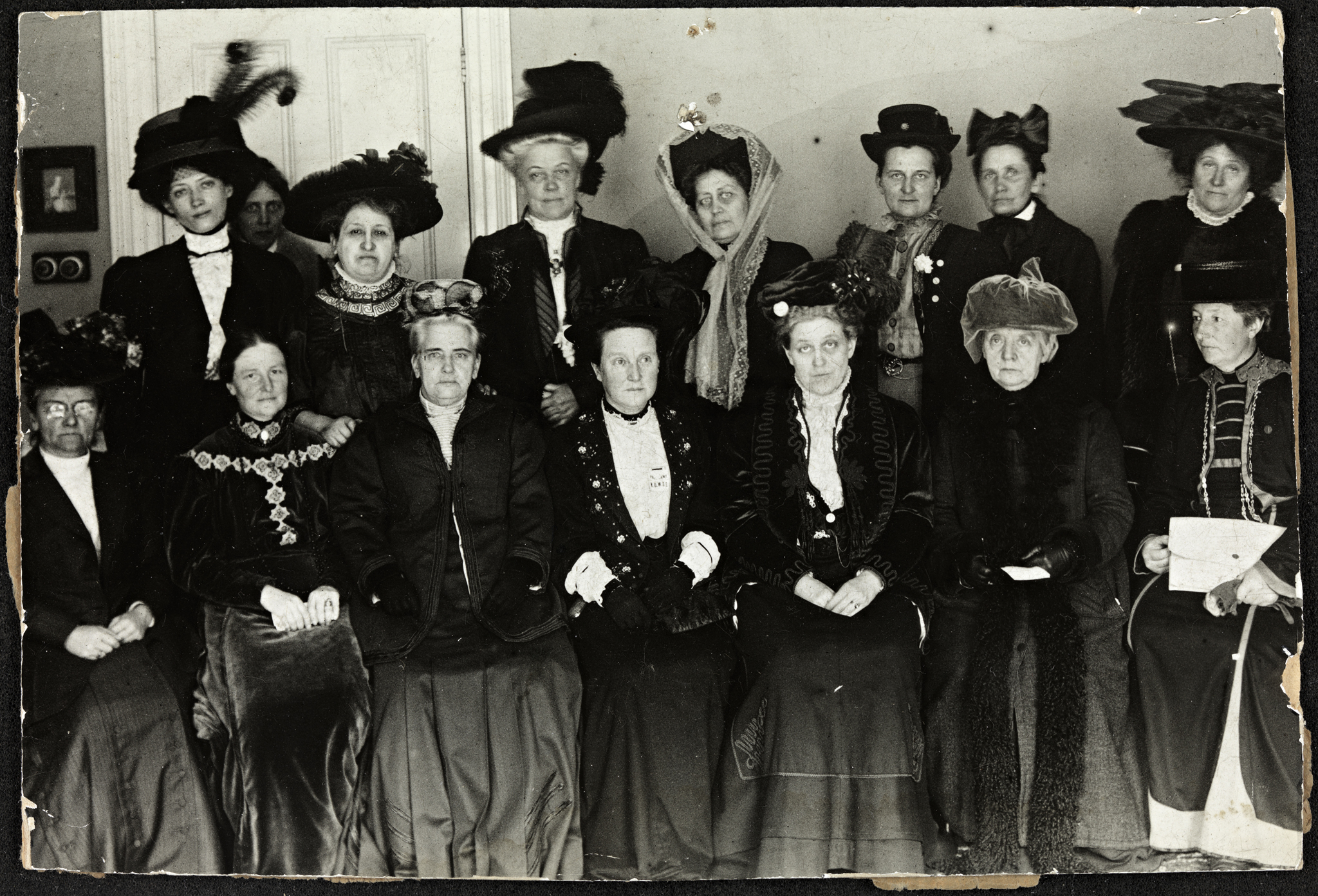
صورة تظهر مجموعه من النساء اللاتي اثرن في المجتمع الغربي

تم عقد المؤتمر الخامس للتحالف الدولي لحقوق المرأة في لندن، إنجلترا منذ أبريل 26 حتي الأول من مايو، 1909، عشرون دولة كانت حاضرة. ممثلين من العشرين دولة كانو حاضرين، برئاسة كاري شابمان كات. المناقشات تضمنت جوهانا مانتر (الدنمارك)، روسيكا شويمر (هنغاريا)، دك. انيتا اوجسبورج (ألمانيا)، زينيلد ميروفيتش (روسيا)، و جينا كروغ (النرويج).
المؤتمر يشار أحيانا اليه كأول اجتماع للتحالف الدولي لحقوق المرأة أو كالمؤتمر الرابع للتحالف الدولي لحقوق المرأة.  

## اقرأ أيضا
- المؤتمر الأول للتحالف الدولي لحق المرأة في التصويت
- المؤتمر الثالث للتحالف الدولي لحقوق المرأة
- المؤتمر الثامن لحق المرأة الدولي في الاقتراع
- المؤتمر الثاني للتحالف الدولي لحق المرأة في التصويت
- المؤتمر الرابع للتحالف الدولي لحق المرأة في التصويت
- المؤتمر السابع للتحالف الدولي لحقوق المرأة
- المؤتمر السادس للتحالف الدولي لحقوق المرأة